# Уравнение Льенара
Уравнение Льенара — дифференциальное уравнение, часто использующееся в теории колебаний и динамических систем. Названо в честь французского физика А. Льенара.

## Определение
Пусть {\displaystyle f} и {\displaystyle g} — две вещественные непрерывно-дифференцируемые функции, причём {\displaystyle g} — нечётная функция, а {\displaystyle f} — чётная. Тогда уравнение вида
{\displaystyle {d^{2}x \over dt^{2}}+f(x){dx \over dt}+g(x)=0}
называется уравнением Льенара.
Кроме того, уравнение Льенара можно свести к дифференциальному уравнению первого порядка, сделав замену {\displaystyle v={dx \over dt}}. Тогда уравнение Льенара преобразуется в уравнение Абеля второго типа: {\displaystyle v{dv \over dx}+f(x)v+g(x)=0}

## Примеры
- Осциллятор Ван дер Поля {\displaystyle {d^{2}x \over dt^{2}}-\mu (1-x^{2}){dx \over dt}+x=0} имеет вид уравнения Льенара при {\displaystyle \left\{{\begin{matrix}f(x)=\mu (1-x^{2})\\g(x)=x\end{matrix}}\right.}.

## Связанные определения

### Система Льенара
Уравнение Льенара может быть преобразовано в систему дифференциальных уравнений.
Пусть
{\displaystyle F(x):=\int _{0}^{x}f(\xi )d\xi };
{\displaystyle x_{1}:=x};
{\displaystyle x_{2}:={dx \over dt}+F(x)}.
Тогда система вида
{\displaystyle {\begin{bmatrix}{\dot {x}}_{1}\\{\dot {x}}_{2}\end{bmatrix}}=\mathbf {h} (x_{1},x_{2}):={\begin{bmatrix}x_{2}-F(x_{1})\\-g(x_{1})\end{bmatrix}}}
называется системой Льенара.

### Теорема Льенара
Система Льенара имеет единственный и устойчивый предельный цикл около начала координат, если система удовлетворяет следующим трём свойствам:
- {\displaystyle g(x)>0} для всех {\displaystyle x>0};
- {\displaystyle \lim _{x\to \infty }F(x):=\lim _{x\to \infty }\int _{0}^{x}f(\xi )d\xi \ =\infty ;}
- {\displaystyle F(x)} имеет только один положительный корень при некотором значении параметра {\displaystyle p}, причём

{\displaystyle F(x)<0} при {\displaystyle 0<x<p} и
{\displaystyle F(x)>0} и монотонна при {\displaystyle x>p}.